# Luise Rinser
Luise Rinser   (Pitzling, 30 d'abril de 1911 - Unterhaching, 17 de març de 2002) va ser una escriptora alemanya, coneguda per les seves històries curtes.
El 1939 fou obligada a abandonar el magisteri pel seu rebuig a afiliar-se al partit nazi i posteriorment va ser perseguida i empresonada durant el Tercer Reich, temàtica que destaca entre les seves produccions durant els anys 40. Posteriorment també es destacà a favor de moviments feministes i d'esquerres, però rebé fortes crítiques a causa de la seva inclinació cap a l'esoterisme, especialment a partir dels anys 80. Durant els anys 60 va viure a Itàlia.
En el camp polític va destacar-se pel seu activisme seu suport a Willy Brandt en la seva campanya de 1971-1972 i va ser proposada a l'elecció presidencial de 1984 per Aliança 90/Els Verds.
Va escriure Mitte des Lebens (‘A mitja vida’, 1950), Der Sündenbock (‘El boc emissari’, 1950), Geh fort, wenn du Kannst (‘Avança, si pots', 1959), Septembertag (‘Un dia de setembre’, 1974), Mirjam (1983), Abaelards Liebe (‘L'amor d'Abelard', 1991) i Grenzübergänge Tagebuch-Notizen (‘Apunts del diari dels passos de frontera’, 1995).